# ARD-Radio-Feature
Das ARD-Radio-Feature (Eigenschreibweise: das ARD radiofeature) ist eine Sendereihe der ARD, die deutschlandweit Radio-Features präsentiert. Die Reihe startete am 27. Januar 2010.

## Konzept
In knapp einstündigen Features wird das Ergebnis einer investigativen Recherche über das jeweilige Thema aufbereitet. Das Motto der Reihe lautet „… hören, was dahintersteckt!“. Die Federführung für das Projekt liegt beim WDR. Der damalige Hörfunkdirektor des Senders, Wolfgang Schmitz, sagte anlässlich des Starts der Reihe, das Feature sei „ein Solitär des öffentlich-rechtlichen Radios. Es steht für Qualität, eine große Tradition und den zeitgemäßen Umgang mit Themen“. Die ARD habe schon beim ebenfalls ARD-weit ausgestrahlten Radio-Tatort festgestellt, „dass solch eine Marke in der Lage ist, Menschen neu für das Radio zu begeistern“.
Die ARD-Radio-Features können als Podcast abonniert werden und stehen nach der Erstausstrahlung zusammen mit dem Manuskript ein Jahr lang als Download zur Verfügung. Bei besonderen Ereignissen werden bereits depublizierte Podcast-Dateien erneut kurzzeitig online verfügbar gemacht.

## Geschichte
Ursprünglich wurden jedes Jahr neun ARD-Radio-Features von sieben beteiligten Landesrundfunkanstalten produziert. Der MDR und der rbb waren zunächst nicht dabei. Außer im Juli, im August und im Dezember erschien jeden Monat ein neues Feature – ein Rhythmus, der elf Jahre lang unverändert beibehalten wurde.
Das Eröffnungsstück war Cybercrime – Tatort Internet von Kai Laufen. Das 2012 vom SWR produzierte Feature Rechter Terror: tödlich unterschätzt, das sich mit der Entwicklung der rechtsextremen Terrorzelle Nationalsozialistischer Untergrund (NSU) beschäftigt, wurde von vier Autoren recherchiert und wegen der Brisanz des Themas ausnahmsweise auch von MDR und rbb ausgestrahlt.
Analog zum Radio-Tatort wurde seit 2019 das sendebegleitende Onlineangebot des ARD-Radio-Features nicht mehr aktualisiert, und alle Beiträge sowie weiteren Inhalte sind – deutlich verschlankt – in die ARD Audiothek überführt worden.
Zum zehnjährigen Jubiläum wurde die Reihe um eine Art Making-of erweitert: seit Januar 2020 wird – unter dem Motto „… hören, wer dahintersteckt“ – zusätzlich zu jedem Feature ein ca. halbstündiger Interviewmitschnitt angeboten, worin die jeweiligen Autor(inn)en zu ihrer Arbeit befragt werden. Bislang wurden diese Gespräche von folgenden Interviewern geführt:
- Sven Preger (Radiomoderator, -autor und -regisseur): 91–99
- Mona Ameziane (Radio- und Fernsehmoderatorin): 100–105, 83, 112
- Palina Milling (Journalistin und Redakteurin): 106–111, 117–118, 120, 122, 125–126, 129–130, 132–133, 136, 138–139, 141, 143, 145
- Johannes Döbbelt (Moderator und Hörfunkjournalist): 113–116, 119, 121, 123–124, 127–128, 131, 134–135, 137, 140, 142, 144, 146–147

Im Juni 2021 steuerte mit Rechtsextrem in Uniform (Nr. 105) erstmals auch der MDR ein eigenes Feature zur Reihe bei. Ebenfalls zum ersten Mal wurde im gleichen Jahr keine Sommerpause eingelegt, und im Zuge dessen kam es am 1. August auch zur erstmaligen Ausstrahlung einer Wiederholung (Nr. 83, Übertherapie am Lebensende, vom Februar 2019); das dazugehörige Interview war allerdings eine aktuelle Neuproduktion von 2021. Im nächsten Jahr folgte eine weitere Neuerung mit der Abschaffung der Winterpause, sodass 2022 das erste Jahr ist, in welchem jeden Monat ein neues ARD-Radio-Feature erschien.

## Features
| Nr. | Titel                                                             | Autor                                                            | Redaktion                                                       | Produzent                      | Erstausstrahlung | Thema |
| --- | ----------------------------------------------------------------- | ---------------------------------------------------------------- | --------------------------------------------------------------- | ------------------------------ | ---------------- | --- |
| 1   | Cybercrime. Tatort Internet                                       | Kai Laufen                                                       | Walter Filz                                                     | Südwestrundfunk (SWR)          | 27. Jan. 2010    | Internetkriminalität |
| 2   | Der Einsturz zu Köln                                              | Peter Meisenberg                                                 | Dorothea Runge                                                  | Westdeutscher Rundfunk (WDR)   | 24. Feb. 2010    | Einsturz des Kölner Stadtarchivs                                                                                         |
| 3   | Die Russland Connection                                           | Philipp Jusim                                                    | Wolfram Wessels                                                 | SWR                            | 24. März 2010    | Investoren aus Russland                                                                                                  |
| 4   | Auf der Suche nach dem „Dönerkiller“                              | Oliver Bendixen, Matthias Fink                                   | Helga Montag                                                    | Bayerischer Rundfunk (BR)      | 21. Apr. 2010    | NSU-Mordserie |
| 5   | Außer Kontrolle. Doping im Fußball                                | Lorenz Rollhäuser                                                | Ulrike Toma                                                     | Norddeutscher Rundfunk (NDR)   | 30. Mai 2010     | Doping im Fußball |
| 6   | Das Geheimnis des Waffenschiffes „Faina“                          | Rainer Kahrs                                                     | Michael Augustin                                                | Radio Bremen (RB)              | 23. Juni 2010    | Das Frachtschiff „Faina“                                                                                                 |
| 7   | Bankraub: Der Fall Hypo Real Estate                               | Peter Rothammer                                                  | Marita Knipper                                                  | WDR                            | 22. Sep. 2010    | Finanzkrise bei der Hypo Real Estate                                                                                     |
| 8   | Ryanair hebt ab                                                   | Achim Nuhr, Andrea Steinert                                      | Dorothee Meyer-Kahrweg                                          | Hessischer Rundfunk (hr)       | 27. Okt. 2010    | Billig-Fluganbieter Ryanair                                                                                              |
| 9   | Die verschwiegene Geschichte von Marie Catherine und Albert Kneup | Denise Dreyer, Jochen Marmit                                     | Thomas Bimesdörfer                                              | Saarländischer Rundfunk (SR)   | 24. Nov. 2010    | Marie Catherine Kneup |
| 10  | Inside al-Qaida                                                   | Holger Schmidt                                                   | Walter Filz                                                     | SWR                            | 26. Jan. 2011    | Islamistischer Terrorismus in Deutschland                                                                                |
| 11  | Die Drückerin                                                     | Bernhard Pfletschinger                                           | Annette Blaschke                                                | WDR                            | 23. Feb. 2011    | Drücker als Spenden-Sammler                                                                                              |
| 12  | Die Macht der Warlords von Mogadischu                             | Bettina Rühl                                                     | Dorothea Runge                                                  | WDR                            | 23. März 2011    | Somalischer Bürgerkrieg                                                                                                  |
| 13  | Riskante Rezepte                                                  | Martina Keller                                                   | Ulrike Toma                                                     | NDR                            | 24. Apr. 2011    | Arzneimittelwechselwirkung                                                                                               |
| 14  | Eure Freiheit ist unsere Angst                                    | Heiner Dahl                                                      | Michael Thieser                                                 | SR                             | 25. Mai 2011     | Sicherungsverwahrung |
| 15  | Das atomare Vermächtnis der Nordmeerflotte                        | Achim Nuhr                                                       | Dorothee Mayer-Kahrweg                                          | hr                             | 22. Juni 2011    | Radioaktiver Abfall im Meer bei der Kola-Halbinsel                                                                       |
| 16  | Familienbande                                                     | Detlef Michelers                                                 | Michael Augustin                                                | RB                             | 21. Sep. 2011    | Die Mhallami |
| 17  | Mein Name ist: BND                                                | Ulrich Chaussy                                                   | Helga Montag                                                    | BR                             | 26. Okt. 2011    | Geschichte des BND (u. a. über Organisation Gehlen, Klaus Barbie und Curveball)                                          |
| 18  | Sklavenmarkt Deutschland                                          | Tom Schimmeck                                                    | Ulrike Toma                                                     | NDR                            | 23. Nov. 2011    | Niedriglohn |
| 19  | Tretmühle Telekom                                                 | Charly Kowalczyk                                                 | Barbara Krätz                                                   | SR                             | 25. Jan. 2012    | Mitarbeiter-Erlebnisse bei der Deutschen Telekom                                                                         |
| 20  | Abstellgleis für alle                                             | Wilm Hüffer                                                      | Walter Filz                                                     | SWR                            | 23. Feb. 2012    | Bahnprojekt Stuttgart 21                                                                                                 |
| 21  | Der Anführer                                                      | Bettina Rühl                                                     | Dorothea Runge                                                  | WDR                            | 21. März 2012    | FDLR und Prozess gegen Ignace Murwanashyaka                                                                              |
| 22  | Rechter Terror: tödlich unterschätzt                              | Holger Schmidt, Oliver Bendixen, Michaela Schenk, Ludwig Kendzia | Walter Filz                                                     | SWR                            | 24. Apr. 2012    | Nationalsozialistischer Untergrund                                                                                       |
| 23  | Geschäftsadresse: Gaddafi-Clan                                    | Peter Rothammer                                                  | Dorothee Meyer-Kahrweg                                          | hr                             | 23. Mai 2012     | Muammar al-Gaddafi, Saif al-Arab al-Gaddafi und Saif al-Islam al-Gaddafi                                                 |
| 24  | Norwegens Stunde Null                                             | Hannelore Hippe                                                  | Ulrike Toma                                                     | NDR                            | 20. Juni 2012    | Anschläge in Norwegen 2011                                                                                               |
| 25  | Genosse Quelle, Kamerad V-Mann                                    | Ulrich Chaussy                                                   | Helga Montag                                                    | BR                             | 26. Sep. 2012    | V-Personen und ihre Verwicklungen in Straftaten                                                                          |
| 26  | Der Schutzmann in Kabul                                           | Dieter Wulf                                                      | Ulrike Toma                                                     | NDR                            | 24. Okt. 2012    | Afghanische Nationalpolizei und Aufbauhilfe aus Deutschland                                                              |
| 27  | Die Spur der Keime                                                | Gaby Mayr                                                        | Michael Augustin                                                | RB                             | 21. Nov. 2012    | MRSA und Klebsiella auf der Frühgeburten-Station im Klinikum Bremen-Mitte                                                |
| 28  | Zins und Zockerei ade                                             | Caspar Dohmen                                                    | Wolfram Wessels                                                 | SWR                            | 23. Jan. 2013    | Finanzkrise ab 2007 |
| 29  | Bei Risiken und Nebenwirkungen: Tod                               | Dieter Bauer                                                     | Dorothee Meyer-Kahrweg                                          | hr                             | 20. Feb. 2013    | Tests von Medikamenten auf Nebenwirkungen in der dritten Welt                                                            |
| 30  | Das Trans-Sahara-Kartell                                          | Bettina Rühl                                                     | Dorothea Runge                                                  | WDR                            | 27. März 2013    | Putsch in Mali 2012 |
| 31  | Panzer für das Kalifat                                            | Marc Thörner                                                     | Dorothea Runge                                                  | WDR                            | 24. Apr. 2013    | Rüstungsindustrie liefert an Staaten, die Extremismus fördern                                                            |
| 32  | Maskuline Muskelspiele                                            | Ralf Homann                                                      | Ulrike Ebenbeck                                                 | BR                             | 22. Mai 2013     | Männerrechtsbewegung |
| 33  | Glücksspiel Kinderschutz                                          | Charly Kowalczyk                                                 | Barbara Krätz                                                   | SR                             | 26. Juni 2013    | Überlastung der Jugendämter                                                                                              |
| 34  | Der Fall Arnold                                                   | Sibylle Tamin                                                    | Ulrike Toma                                                     | NDR                            | 25. Sep. 2013    | Justizirrtum um Horst Arnold                                                                                             |
| 35  | Kaufen statt töten                                                | Christian Blees, Alessandro Alviani                              | Wolfram Wessels                                                 | SWR                            | 23. Okt. 2013    | Mafia in Deutschland |
| 36  | Herr der Schiffe                                                  | Rainer Kahrs                                                     | Michael Augustin                                                | RB                             | 20. Nov. 2013    | Schifffahrtskrise, Beluga Shipping, Niels Stolberg                                                                       |
| 37  | Leck in der Steueroase                                            | Jörn Klare                                                       | Ulrike Toma                                                     | NDR                            | 22. Jan. 2014    | Offshore-Leaks |
| 38  | Fürsorgliche Gewalt                                               | Günter Beyer                                                     | Michael Augustin                                                | RB                             | 19. Feb. 2014    | Gewalt in der häuslichen Pflege                                                                                          |
| 39  | Die Sport-Schützer                                                | Benjamin Best                                                    | Leslie Rosin                                                    | WDR                            | 26. März 2014    | Private Sicherheitsdienste bei Sport-Großevents                                                                          |
| 40  | Der Staat und seine Trojaner                                      | Achim Nuhr                                                       | Dorothee Meyer-Kahrweg                                          | hr                             | 23. Apr. 2014    | Quellen-TKÜ, Online-Durchsuchung, Staatstrojaner-Analyse des CCC, DigiTask, FinFisher                                    |
| 41  | Ein Kontingent sucht Asyl                                         | Thilo Guschas                                                    | Joachim Dicks                                                   | NDR                            | 21. Mai 2014     | Kontingentierte Aufnahme der Flüchtlinge des syrischen Bürgerkriegs, Asylpolitik der Europäischen Union und Deutschlands |
| 42  | Der mörderische Informant                                         | Kai Laufen                                                       | Walter Filz                                                     | SWR                            | 25. Juni 2014    | Der Fall eines kriminellen V-Mannes                                                                                      |
| 43  | Dunkelkammer Psychiatrie                                          | Heiner Dahl                                                      | Barbara Krätz                                                   | SR                             | 24. Sep. 2014    | Psychiatrische Klinik |
| 44  | Nazi-Netzwerk NSU                                                 | Ralf Homann, Thies Marsen                                        | Ulrike Ebenbeck                                                 | BR                             | 22. Okt. 2014    | NSU und das Netzwerk Blood and Honour                                                                                    |
| 45  | Neue Heimat Salafismus                                            | Paul-Elmar Jöris, Irene Geuer                                    | Gisela Corves                                                   | WDR                            | 26. Nov. 2014    | Jugendliche Salafisten in Deutschland                                                                                    |
| 46  | Im Fadenkreuz                                                     | Gabriele Knetsch                                                 | Ulrike Ebenbeck                                                 | BR                             | 21. Jan. 2015    | Fluchthelfer an der innerdeutschen Grenze                                                                                |
| 47  | Fair-Giftet                                                       | Philipp Jusim                                                    | Wolfram Wessels                                                 | SWR                            | 17. Feb. 2015    | Pestizide trotz Gütesiegel                                                                                               |
| 48  | Kinder am Ende des Lebens                                         | Karla Krause                                                     | Dorothee Meyer-Kahrweg                                          | hr                             | 25. März 2015    | Sterbehilfe für Minderjährige                                                                                            |
| 49  | Raubgräber                                                        | Günther Wessel                                                   | Joachim Dicks                                                   | NDR                            | 22. Apr. 2015    | Raubgrabung und Antikenhehlerei                                                                                          |
| 50  | Wie Terror entsteht                                               | Johanna Braun                                                    | Dorothea Runge                                                  | WDR                            | 27. Mai 2015     | Staatliche Gewalt in Kenia                                                                                               |
| 51  | Wer teilt, verliert                                               | Caroline Michel                                                  | Barbara Krätz                                                   | SR                             | 24. Juni 2015    | Chancen und Risiken der Sharing Economy                                                                                  |
| 52  | Wer ist das Volk?                                                 | Thomas Gaevert                                                   | Wolfram Wessels                                                 | SWR                            | 23. Sep. 2015    | Pegida – Fremdenfeindlichkeit in Ostdeutschland                                                                          |
| 53  | Switch off Shanghai                                               | Tom Schimmeck                                                    | Christiane Glas                                                 | NDR                            | 21. Okt. 2015    | Cyberkrieg |
| 54  | Willy, dringend gesucht                                           | Rainer Kahrs                                                     | Michael Augustin                                                | RB                             | 25. Nov. 2015    | Willy van Bakel, deutsche Bauern in den USA                                                                              |
| 55  | Der Preis der Heilung                                             | Nikolaus Nützel                                                  | Ulrike Ebenbeck                                                 | BR                             | 27. Jan. 2016    | Pharmaunternehmen, Patentschutz für Medikamente                                                                          |
| 56  | Im Visier der Taliban                                             | Rainer Schwochow                                                 | Dorothee Meyer-Kahrweg                                          | hr                             | 24. Feb. 2016    | Gefährdungslage afghanischer Kollaborateure der Bundeswehr                                                               |
| 57  | Tatort Textilfabrik                                               | Caspar Dohmen                                                    | Wolfram Wessels                                                 | SWR                            | 19. März 2016    | Klage pakistanischer Brandopfer gegen KiK                                                                                |
| 58  | Die Illegalen                                                     | Jens Schellhass                                                  | Michael Augustin                                                | RB                             | 20. Apr. 2016    | Arbeits- und Lebenssituation illegaler Einwanderer in Deutschland                                                        |
| 59  | Hightech für die Außengrenze                                      | Ralf Homann                                                      | Ulrike Ebenbeck                                                 | BR                             | 25. Mai 2016     | Technische Produkte zur Sicherung der EU-Außengrenze, Frontex, Sicherheits- und Rüstungsindustrie, Lobbyismus            |
| 60  | Folterkammer Eritrea                                              | Bettina Rühl                                                     | Dorothea Runge                                                  | WDR                            | 22. Juni 2016    | Menschenrechte in Eritrea                                                                                                |
| 61  | Abschied vom Faktor Mensch                                        | Jörn Klare                                                       | Joachim Dicks                                                   | NDR                            | 21. Sep. 2016    | Autonomes Fahren |
| 62  | Schwer behindert                                                  | Charly Kowalczyk                                                 | Barbara Krätz                                                   | SR                             | 26. Okt. 2016    | Schwerbehinderte in der Arbeitswelt                                                                                      |
| 63  | Freiwillig Abschiebung                                            | Johanna Bentz                                                    | Wolfram Wessels                                                 | SWR                            | 23. Nov. 2016    | Balkanflüchtlinge und ihre erzwungene Rückkehr                                                                           |
| 64  | Bombensicher?                                                     | Achim Nuhr                                                       | Dorothee Meyer-Kahrweg                                          | hr                             | 25. Jan. 2017    | Mangelhafte Kontrollen an deutschen Flughäfen                                                                            |
| 65  | Terrorwarnung                                                     | Tom Schimmeck                                                    | Christiane Glas                                                 | NDR                            | 19. Feb. 2017    | IS-Rückkehrer und die Grenzen der Sicherheit                                                                             |
| 66  | Neun Stockwerke neues Deutschland                                 | Reinhard Schneider                                               | Thomas Nachtigall                                               | WDR                            | 22. März 2017    | Ein Haus in Gladbeck |
| 67  | Pulverfass Baltikum                                               | Justus Wilhelm                                                   | Michael Augustin                                                | RB                             | 23. Apr. 2017    | Deutsche Soldaten an der Grenze zu Russland                                                                              |
| 68  | Lebensgefahr!                                                     | Jeanne Turcynski                                                 | Ulrike Ebenbeck                                                 | BR                             | 13. Mai 2017     | Gepanschte Medikamente                                                                                                   |
| 69  | Fußball ist unser Tod                                             | Tom Mustroph                                                     | Leslie Rosin                                                    | WDR                            | 21. Juni 2017    | Die Verantwortung der FIFA für die WM 2022 in Katar                                                                      |
| 70  | Arme Bauern und globales Business                                 | Johanna Bentz, Veronica Frenzel                                  | Christiane Glas                                                 | NDR                            | 20. Sep. 2017    | EU-Entwicklungspolitik und deren Auswirkung auf die Landwirtschaft Mosambiks                                             |
| 71  | Die zwei Gesichter der Telekom                                    | Caspar Dohmen                                                    | Wolfram Wessels                                                 | SWR                            | 25. Okt. 2017    | Rolle der Gewerkschaften bei T-Mobile US im Vergleich zur Mutter Deutsche Telekom                                        |
| 72  | Keine Angst, Germany                                              | Tilla Fuchs, Jochen Marmit                                       | Barbara Krätz                                                   | SR                             | 22. Nov. 2017    | Angst und Verunsicherung in der deutschen Gesellschaft durch Rechtspopulismus und Salafismus                             |
| 73  | Die Drogenbarone von Mali                                         | Bettina Rühl                                                     | Dorothea Runge                                                  | WDR                            | 14. Jan. 2018    | Die UN-Friedensmission in Mali                                                                                           |
| 74  | Geschenke aus Baku                                                | Martin Durm                                                      | Wolfram Wessels                                                 | SWR                            | 21. Feb. 2018    | Korruption im Europarat durch Aserbaidschan                                                                              |
| 75  | Türke in Deutschland                                              | Sammy Khamis                                                     | Ulrike Ebenbeck                                                 | BR                             | 21. März 2018    | Die „türkische Community“ in Deutschland                                                                                 |
| 76  | Intensivstation Schule                                            | Jens Schellhass                                                  | Michael Augustin                                                | RB                             | 25. Apr. 2018    | Alltag in einer Lernfabrik                                                                                               |
| 77  | Spekulation mit Bauland                                           | Rainer Schwochow                                                 | Dorothee Meyer-Kahrweg                                          | hr                             | 23. Mai 2018     | Das lukrative Geschäft mit Baugrundstücken                                                                               |
| 78  | „Marktkonforme“ Demokratie                                        | Barbara Eisenmann                                                | Wolfram Wessels                                                 | SWR                            | 20. Juni 2018    | Der Neoliberalismus und die Krise                                                                                        |
| 79  | Omas digitale WG                                                  | Dagmar Scholle                                                   | Jochen Marmit                                                   | SR                             | 29. Sep. 2018    | Smarte Pflege in einer alternden Gesellschaft                                                                            |
| 80  | Täter, die keine waren                                            | Heike Otto                                                       | Till Ottlitz                                                    | BR                             | 24. Okt. 2018    | Der Fall Heike Drechsler                                                                                                 |
| 81  | Cottbus                                                           | Dieter Bauer                                                     | Christiane Glas                                                 | NDR                            | 3. Dez. 2018     | Gewalt in einer überforderten Stadt                                                                                      |
| 82  | Befehlsempfänger Gottes                                           | Michael Weisfeld                                                 | Wolfram Wessels                                                 | SWR                            | 24. Jan. 2019    | Der Einfluss von evangelikalen Christen                                                                                  |
| 83  | Übertherapie am Lebensende                                        | Martina Keller                                                   | Dorothea Runge                                                  | WDR                            | 20. Feb. 2019    | Der Umgang mit Sterbenskranken                                                                                           |
| 84  | Dreckschleuder Deutschland                                        | Tom Schimmeck                                                    | Christiane Glas                                                 | NDR                            | 27. März 2019    | Die Gefährdung unserer Lebensgrundlagen                                                                                  |
| 85  | Die Vermessung der Psyche                                         | Sebastian Meissner                                               | Leslie Rosin                                                    | WDR                            | 24. Apr. 2019    | Der Trend zu digitalen Diagnose- und Behandlungsmethoden                                                                 |
| 86  | Betrug in meinem Namen                                            | Katrin Aue                                                       | Jochen Marmit                                                   | SR                             | 22. Mai 2019     | Identitätsdiebstahl im Internet                                                                                          |
| 87  | Wie Putin Deutschland spaltet                                     | Julia Smilga                                                     | Till Ottlitz                                                    | BR                             | 26. Juni 2019    | Doku über Ablehnung und Faible für den starken Mann                                                                      |
| 88  | Tödliches Plastik im Meer                                         | Andreas Horchler                                                 | Dorothee Meyer-Kahrweg                                          | hr                             | 25. Sep. 2019    | Der Kampf gegen Kunststoffmüll in den Ozeanen                                                                            |
| 89  | Polarfieber                                                       | Christian Schwalb                                                | Frank Christian Starke                                          | RB                             | 23. Okt. 2019    | Die Jagd nach Ressourcen in der Arktis                                                                                   |
| 90  | Die Libanon Connection                                            | Volkmar Kabisch, Jan Strozyk, Benedikt Strunz                    | Ulrike Toma                                                     | NDR                            | 20. Nov. 2019    | Doku über Geldwäsche, Drogenkartelle und Terroristen                                                                     |
| 91  | Der Wahrheit verpflichtet                                         | Tom Schimmeck                                                    | Wolfram Wessels                                                 | SWR                            | 22. Jan. 2020    | Doku über Vertrauensverlust im Journalismus                                                                              |
| 92  | Assads neues syrisches Reich                                      | Marc Thörner                                                     | Dorothea Runge                                                  | WDR                            | 26. Feb. 2020    | Doku über Gläubige, Märtyrer und Nazis                                                                                   |
| 93  | Einmal Dschihad und zurück                                        | Joseph Röhmel                                                    | Till Ottlitz                                                    | BR                             | 25. März 2020    | Wiedereingliederung von IS-Heimkehrern                                                                                   |
| 94  | Neues Kursbuch für die Bahn                                       | Egon Koch                                                        | Dorothee Meyer-Kahrweg                                          | hr                             | 22. Apr. 2020    | Über Mobilität und milliardenschwere Investitionen                                                                       |
| 95  | Das neue deutsche Waldsterben                                     | Max Lebsanft                                                     | Johannes Berthoud                                               | BR                             | 20. Mai 2020     | Über Baumleichen, Klimawandel und zerstrittene Experten                                                                  |
| 96  | Europas Corona-Grenzen                                            | Katrin Aue, Carolin Dylla                                        | Jochen Marmit                                                   | SR                             | 24. Juni 2020    | Doku über Abschottung, Misstrauen und Solidarität                                                                        |
| 97  | Pflege ohne Nähe                                                  | Jens Schellhass                                                  | Tobias Nagorny                                                  | RB                             | 23. Sep. 2020    | Doku über den Umgang mit Covid-19 in Altenheimen                                                                         |
| 98  | Ägypten unter Al-Sisi                                             | Martin Durm                                                      | Wolfram Wessels                                                 | SWR                            | 21. Okt. 2020    | Doku über die zerschlagene Revolution                                                                                    |
| 99  | Legal Highs                                                       | Jörn Klare                                                       | Christiane Glas, Thilo Guschas                                  | NDR                            | 25. Nov. 2020    | Doku über Drogen im Onlinehandel                                                                                         |
| 100 | Digitale Demagogie                                                | Sebastian Meissner                                               | Leslie Rosin                                                    | WDR                            | 27. Jan. 2021    | Doku über rechte Radikalisierung und Hetze im Netz                                                                       |
| 101 | Faules Lob im Netz                                                | Eleni Klotsikas                                                  | Wolfram Wessels                                                 | SWR                            | 24. Feb. 2021    | Doku über das Geschäft mit Online-Bewertungen                                                                            |
| 102 | Das Horrorheim                                                    | Claudia Gürkow, Melanie Marks, Christiane Hawranek               | Verena Nierle, Till Ottlitz                                     | BR                             | 24. März 2021    | Doku über profitorientierte Pflege auf Kosten der Betroffenen                                                            |
| 103 | Grüne Bilanzen                                                    | Conrad Lay                                                       | Dorothee Meyer-Kahrweg                                          | hr                             | 21. Apr. 2021    | Doku über nachhaltiges Rechnen im Bio-Landbau                                                                            |
| 104 | Licht aus im Bordell                                              | Michael Weisfeld                                                 | Jochen Marmit                                                   | SR                             | 26. Mai 2021     | Doku über die Zukunft der Prostitution in Deutschland                                                                    |
| 105 | Rechtsextrem in Uniform                                           | Tom Schimmeck                                                    | Tobias Barth                                                    | Mitteldeutscher Rundfunk (MDR) | 27. Juni 2021    | Doku über rechte Tendenzen der Polizei                                                                                   |
| 106 | Virtuelle Propaganda                                              | Peter Kreysler                                                   | Christiane Glas, Thilo Guschas                                  | NDR                            | 29. Aug. 2021    | Doku über digitale Stimmungsmache im Wahlkampf                                                                           |
| 107 | Legale Ausbeutung                                                 | Charly Kowalczyk                                                 | Tobias Nagorny                                                  | RB                             | 26. Sep. 2021    | Doku über Deutschlands unsichtbare Arbeitssklaven aus Osteuropa                                                          |
| 108 | Illegale Angriffe?                                                | Bettina Rühl                                                     | Johannes Nichelmann, Leslie Rosin                               | WDR                            | 31. Okt. 2021    | Doku über Deutschlands Rolle im US-Drohnenkrieg                                                                          |
| 109 | Alles Bio?                                                        | Jörn Klare                                                       | Christiane Glas                                                 | NDR                            | 28. Nov. 2021    | Doku über die Kontrolle ökologischer Lebensmittel                                                                        |
| 110 | Sterben nach Plan                                                 | Martina Keller                                                   | Leslie Rosin                                                    | WDR                            | 9. Jan. 2022     | Doku über den assistierten Suizid                                                                                        |
| 111 | Die Bitcoin-Falle                                                 | Hakan Tanriverdi, Maximilian Zierer                              | Johannes Berthoud, Pia Dangelmayer, Verena Nierle, Till Ottlitz | BR                             | 3. Feb. 2022     | Doku über Abzocke mit Krypto-Währungen                                                                                   |
| 112 | Hier spricht die Polizei!                                         | Philipp Schnee                                                   | Michael Lissek                                                  | SWR                            | 6. März 2022     | Doku über Polizeiarbeit in den Sozialen Medien                                                                           |
| 113 | Frachtgut Tier                                                    | Andreas Horchler                                                 | Dorothee Meyer-Kahrweg                                          | hr                             | 10. Apr. 2022    | Doku über länderübergreifende Viehtransporte                                                                             |
| 114 | Landraub in Deutschland                                           | Lydia Jakobi, Tobias Barth                                       | Ulf Köhler                                                      | MDR                            | 8. Mai 2022      | Doku über die Spekulation mit Boden                                                                                      |
| 115 | Milliardengrab Atomkraft                                          | Tom Schimmeck                                                    | Christiane Glas                                                 | NDR                            | 12. Juni 2022    | Doku über unkalkulierbare Kosten der Atomenergie                                                                         |
| 116 | Mordfall Yeboah                                                   | Jochen Marmit                                                    | Michael Thieser                                                 | SR                             | 10. Juli 2022    | Doku über die späte Verfolgung rechter Gewalt                                                                            |
| 117 | Propagandaschlacht um Mariupol                                    | Christine Hamel                                                  | Johannes Berthoud                                               | BR                             | 7. Aug. 2022     | Doku über eine Stadt im Krieg (Ukraine-Konflikt)                                                                         |
| 118 | Kampf gegen Staatsdoping                                          | Alexa Hennings                                                   | Christiane Glas                                                 | NDR                            | 11. Sep. 2022    | Doku über eine DDR-Turnerin (Staatliches Doping in der DDR)                                                              |
| 119 | Nachhaltige E-Mobilität?                                          | Peter Kreysler                                                   | Thomas Nachtigall                                               | WDR                            | 9. Okt. 2022     | Doku über ein großes Versprechen                                                                                         |
| 120 | Alle unter einem Aluhut?                                          | Duška Roth                                                       | Michael Lissek                                                  | SWR                            | 6. Nov. 2022     | Doku über alternative Milieus und rechte Ränder                                                                          |
| 121 | Fleisch ohne Tier                                                 | Jakob Schmidt, Jannis Funk                                       | Tobias Nagorny                                                  | RB                             | 11. Dez. 2022    | Doku über eine Industrie im Umbruch (u. a. Fleischersatz)                                                                |
| 122 | Verräterische Daten                                               | Rebecca Ciesielski, Maximilian Zierer                            | Helga van Ooijen, Till Ottlitz                                  | BR                             | 8. Jan. 2023     | Doku über die Gefahren der Biometrie                                                                                     |
| 123 | Falsche Erinnerung?                                               | Michael Weisfeld                                                 | Jochen Marmit                                                   | SR                             | 5. Feb. 2023     | Doku über False Memory und sexuelle Gewalt                                                                               |
| 124 | Gestohlener Wald                                                  | Benedikt Strunz, Marcus Engert                                   | Christiane Glas                                                 | NDR                            | 5. März 2023     | Doku über illegalen Holzhandel und die Folgen                                                                            |
| 125 | Wüstenstrom aus Afrika                                            | Heidi Mühlenberg                                                 | Kathrin Aehnlich                                                | MDR                            | 2. Apr. 2023     | Doku über die Chancen der Solarenergie                                                                                   |
| 126 | Gefährliche Moore                                                 | Nikolas Golsch                                                   | Tobias Nagorny                                                  | RB                             | 7. Mai 2023      | Doku über Deutschlands grünen Klimakiller                                                                                |
| 127 | Fische zu Fischfutter                                             | Fabian Federl                                                    | Leslie Rosin, Nikolaus Steiner                                  | WDR                            | 4. Juni 2023     | Doku über die dramatischen Folgen der Fischmehl-Industrie                                                                |
| 128 | Wissenschaftsfreiheit                                             | Andreas Horchler                                                 | Dorothee Meyer-Kahrweg                                          | hr                             | 9. Juli 2023     | Doku über drohende Cancel Culture in Wissenschaft und Forschung                                                          |
| 129 | Kabuls Demokratie im Exil                                         | Franziska Sophie Dorau                                           | Christian Lerch                                                 | SWR                            | 6. Aug. 2023     | Doku über afghanische Volksvertreterinnen                                                                                |
| 130 | Pulverfass Ostsee                                                 | Tom Schimmeck                                                    | Christiane Glas                                                 | NDR                            | 10. Sep. 2023    | Doku über Aufrüstung und Sicherheit in Nordeuropa                                                                        |
| 131 | Abgehört                                                          | Rebecca Ciesielski, Sammy Khamis, Simon Wörz                     | Uli Köppen, Helga von Oyen, Johannes Berthoud                   | BR                             | 8. Okt. 2023     | Doku über das Geschäft mit KI-Stimmanalyse                                                                               |
| 132 | Die äußerste Außengrenze                                          | Fabian Federl                                                    | Nikolaus Steiner                                                | WDR                            | 5. Nov. 2023     | Doku über die EU-Flüchtlingspolitik im Indischen Ozean                                                                   |
| 133 | Der autoritäre Mann                                               | Stefanie Delfs, Antonia Märzhäuser                               | Christian Lerch                                                 | SWR                            | 3. Dez. 2023     | Doku über Frauenhass im Netz                                                                                             |
| 134 | Lauterbachs Revolution?                                           | Martina Keller                                                   | Nikolaus Steiner                                                | WDR                            | 7. Jan. 2024     | Doku über den Kampf gegen die Krankenhausreform                                                                          |
| 135 | Auf der Ölspur                                                    | Michael Gleich                                                   | Christiane Glas                                                 | NDR                            | 4. Feb. 2024     | Doku über die nachhaltige Produktion von Palmöl                                                                          |
| 136 | Der Alpen-Kollaps                                                 | Georg Bayerle                                                    | Johannes Berthoud                                               | BR                             | 10. März 2024    | Doku über Olympia 2026 in den Dolomiten                                                                                  |
| 137 | Tödliches Schweigen                                               | Sabine Wachs                                                     | Jochen Marmit                                                   | SR                             | 07. Apr. 2024    | Doku über deutsches und französisches Versagen beim Völkermord in Ruanda                                                 |
| 138 | Dürre in Europa                                                   | Birgit Kramer                                                    | Niklas Vogel                                                    | hr                             | 05. Mai 2024     | Doku über nachhaltige Landwirtschaft in der Klimakrise                                                                   |
| 139 | Demontage der Demokratie                                          | Peter Kreysler                                                   | Ulf Köhler                                                      | MDR                            | 09. Juni 2024    | Doku über Viktor Orbáns Propaganda und Ungarns milliardenschwere Meinungsmacher                                          |
| 140 | No Nation                                                         | Frank Odenthal                                                   | Christian Lerch                                                 | SWR                            | 07. Juli 2024    | Doku über Staatenlosigkeit                                                                                               |
| 141 | Kampf an der Nordsee                                              | Maike Hildebrand                                                 | Tobias Nagorny                                                  | RB                             | 04. Aug. 2024    | Doku über den Konflikt zwischen Fischern und Meeresschützern                                                             |
| 142 | Lost in Sozialversicherung                                        | Jörn Klare                                                       | Christiane Glas                                                 | NDR                            | 08. Sep. 2024    | Doku über den schwierigen Zugang zur Erwerbsminderungsrente                                                              |
| 143 | Nachwuchs für Reichsbürger                                        | Eva Achinger, Christiane Hawranek                                | Johannes Berthoud, Pia Dangelmeyer, Verena Nierle               | BR                             | 06. Okt. 2024    | Doku über Kinder in einer Parallelwelt                                                                                   |
| 144 | Im Schatten                                                       | Bettina Rühl                                                     | Nikolaus Steiner                                                | WDR                            | 10. Nov. 2024    | Doku über Russlands Einfluss in Afrika                                                                                   |
| 145 | Wegschließen, Wegsehen, Weghören                                  | Mohamed Amjahid                                                  | Christian Lerch                                                 | SWR                            | 02. Dez. 2024    | Doku über Rassismus im deutschen Justizvollzug                                                                           |
| 146 | Medienkrieg im Nahen Osten                                        | Marc Thörner                                                     | Christiane Glas                                                 | NDR                            | 01. Jan. 2025    | Doku über Propaganda im Gaza-Konflikt                                                                                    |
| 147 | Black Box Sterbehilfe                                             | Martina Keller                                                   | Nikolaus Steiner                                                | WDR                            | 05. Feb. 2025    | Doku über assistierten Suizid                                                                                            |
| 148 | Dr. Bens Blackscreen-Business                                     | Katja Hackmann, Niklas Resch, Caroline Uhl                       | Jochen Marmit                                                   | SR                             | 05. März 2025    | Doku über fragwürdige Datenrettung                                                                                       |
| 149 | Die Ruinen des René Benko                                         | Georg Wellmann                                                   | Christian Lerch                                                 | SWR                            | 04. Apr. 2025    | Doku über die SIGNA-Pleite                                                                                               |
| 150 | Land unter                                                        | Nikolas Golsch                                                   | Tobias Nagorny                                                  | RB                             | 02. Mai 2025     | Doku über den Küstenschutz an Nord- und Ostsee                                                                           |
| Nr. | Titel                                                             | Autor                                                            | Redaktion                                                       | Produzent                      | Erstausstrahlung | Thema |

## Auszeichnungen
- Achim Nuhr und Andrea Steinert: Deutscher Journalistenpreis für Luft- und Raumfahrt 2011 für Ryanair hebt ab[6]
- Peter Rothammer: Ernst-Schneider-Preis 2011 für Bankraub: Der Fall Hypo Real Estate[7]
- Bettina Rühl: Medienpreis Entwicklungspolitik 2011 2012 für Die Macht der Warlords von Mogadischu
- Bettina Rühl: Reemtsma Liberty Award 2013 für Der Anführer
- Bettina Rühl: Prix Europa: „Best European Radio Investigation of the Year“ 2015 für Wie Terror entsteht[8]
- Bettina Rühl: Featurepreis der Stiftung Radio Basel 2015 für Wie Terror entsteht[9]
- Jens Schellhass: DRK-Medienpreis 2017 für Die Illegalen – Deutschlands stille Sklaven
- Nikolaus Nützel: Publizistikpreis der GSK-Stiftung 2017 für Der Preis der Heilung
- Johanna Bentz: Diakonie-Journalistenpreis 2017 für Freiwillige Abschiebung
- Justus Wilhelm: Goldener Igel 2018 für Pulverfass Baltikum
- Reinhard Schneider: Europäischer Civis Radiopreis 2018 für Neun Stockwerke neues Deutschland
- Tom Schimmeck: Alternativer Medienpreis 2020 für Der Wahrheit verpflichtet